# Batina marginalis
Batina marginalis är en fjärilsart som beskrevs av Walker 1865. Batina marginalis ingår i släktet Batina och familjen nattflyn. Inga underarter finns listade i Catalogue of Life.